# Keleh Sepyān
Keleh Sepyān (persiska: کله سپیان, Kīleh Sepyān) är en ort i Iran.   Den ligger i provinsen Västazarbaijan, i den nordvästra delen av landet, 600 km väster om huvudstaden Teheran. Keleh Sepyān ligger 1 439 meter över havet och antalet invånare är 319.
Terrängen runt Keleh Sepyān är huvudsakligen kuperad, men åt nordväst är den platt.Runt Keleh Sepyān är det ganska glesbefolkat, med 48 invånare per kvadratkilometer. Närmaste större samhälle är Piranshahr, 16,8 km väster om Keleh Sepyān. Trakten runt Keleh Sepyān består till största delen av jordbruksmark.